# Ezra Miller

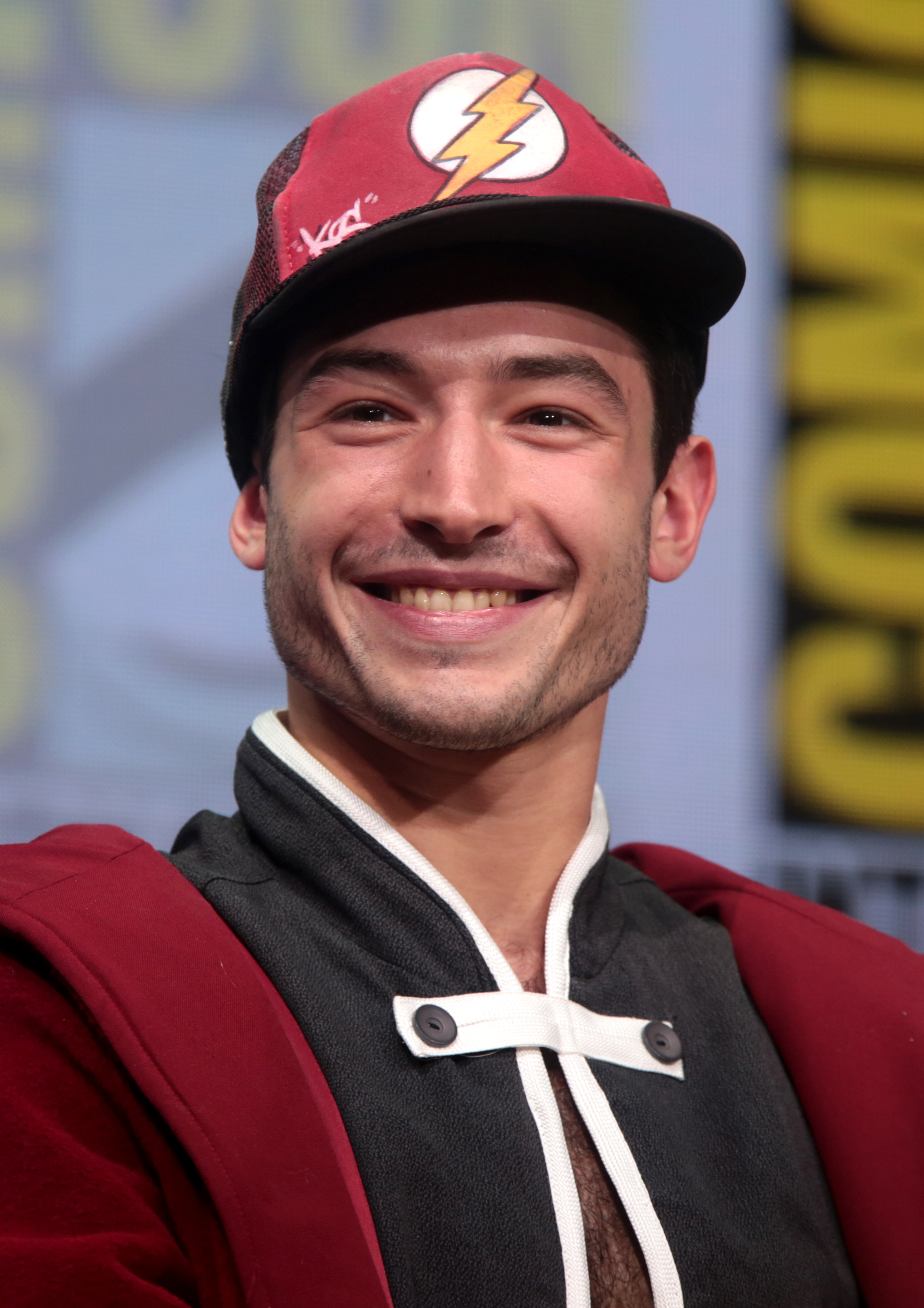
Ezra Miller auf der San Diego Comic-Con International (2017)

Ezra Matthew Miller (* 30. September 1992 in New Jersey) ist eine nichtbinäre US-amerikanische Person, die schauspielerisch tätig ist. Erste Erfolge konnten durch Rollen in Filmen wie Meet the Rizzos (2009) und We Need to Talk About Kevin (2011) verbucht werden, ehe Miller durch die Rolle des Credence Barebone in der Phantastische-Tierwesen-Reihe sowie die des Superhelden Flash in mehreren Filmen des DC Extended Universe endgültig internationale Bekanntheit erlangte.

## Kindheit und Jugend
Ezra Miller wuchs in der Gemeinde Wyckoff in Bergen County im US-Bundesstaat New Jersey auf. Die Mutter Marta ist Tänzerin; der Vater, Robert S. Miller, war zunächst Vizepräsident und Direktor bei der Abteilung für Erwachsenenbücher der Walt Disney Corporation, wechselte dann aber zum Verleger bei der Workman Publishing Company. Miller hat zwei ältere Schwestern, Saiya und Caitlin, welche einen Altersunterschied von 4 und 9 Jahre zu Miller aufweisen. Miller bezeichnet sich selbst als jüdischgläubig; der Vater ist jüdisch, die Mutter christlich. Bis zum Alter von 11 Jahren absolvierte Miller eine Gesangsausbildung im Met Opera Children’s Chorus und trat in der Metropolitan Opera auf. Mit 8 Jahren wirkte Miller bei der US-Premiere von Philip Glass’ Oper White Raven mit. Bis zum 17. Lebensjahr besuchte Ezra Miller die Hudson School und die Rockland Country Day School, welche er abbrach. Miller gab später an, ein guter Schüler gewesen zu sein, doch habe er seiner Schauspielkarriere mehr Zeit widmen wollen.

## Karriere

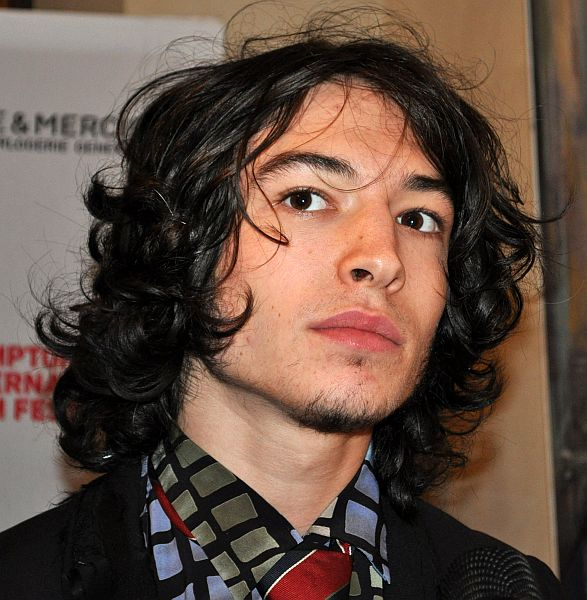
Miller auf dem 19. Hamptons International Film Festival (Oktober 2011)

Ezra Millers Karriere begann im Jahr 2008 mit einer Rolle in Antonio Campos Film Afterschool, in dem Miller einen Teenager spielte, der eine Privatschule besucht. Danach spielte Miller in den Filmen Meet the Rizzos (2009) mit Andy Garcia, Beware the Gonzo und Every Day Film mit. Die beiden letztgenannten wurden auf dem Tribeca Film Festival aufgeführt. Im Film We Need to Talk About Kevin, der zu einer Sensation bei den Internationalen Filmfestspielen in Cannes wurde, spielte Miller an der Seite von Tilda Swinton und John C. Reilly. Ezra Miller hatte auch eine Rolle als Damien in der vom Pay-TV-Sender Showtime produzierten schwarzhumorigen Fernsehserie Californication. Zwei Staffeln lang spielte Miller die Rolle des Tucker Bryant in der US-Serie Royal Pains. Neben Logan Lerman und Emma Watson übernahm Miller die Rolle des Patrick in Vielleicht lieber morgen, der Verfilmung von Stephen Chboskys Briefroman gleichen Namens.
Im Jahr 2014 wurde bekannt, dass Ezra Miller in der Comicverfilmung Flashpoint die Rolle des titelgebenden Superhelden Flash übernehmen werde. 2016 war Miller in dieser Rolle in den Filmen Batman v Superman: Dawn of Justice und Suicide Squad zunächst in kurzen Cameoauftritten zu sehen. 2017 spielte Miller diesen Part in einem größeren Umfang im Film Justice League, der 2021 als Zack Snyder’s Justice League als Director’s Cut neu veröffentlicht wurde. Im Jahr darauf verkörperte Miller den jungen Salvador Dalí neben Ben Kingsley und Barbara Sukowa im Filmdrama Dalíland von Mary Harron. 2016 wurde Miller zudem in dem Harry-Potter-Prequel Phantastische Tierwesen und wo sie zu finden sind als Credence Barebone besetzt. Diesen Charakter verkörperte Miller auch in den beiden Fortsetzungen Phantastische Tierwesen: Grindelwalds Verbrechen (2018) und Phantastische Tierwesen: Dumbledores Geheimnisse (2022). 2023 kehrte Miller schließlich als Barry Allen zurück und wirkte in der Science-Fiction Verfilmung The Flash von Andy Muschietti mit, welche auch der erste Solofilm der Comicfigur und ein Teil des DC Extended Universe ist.

## Privatleben
Ezra Miller sang und spielte Schlagzeug in der New Yorker Band Sons of an illustrious father, welche sich neben Miller aus Lilah Larson und Josh Aubin zusammensetzt. 2018 beschrieb die Band in einem Interview mit dem them magazine ihren Sound als „Genre Queer“, laut ihnen eine Kombination aus Punk, Folk und Elementar.

“We don’t sit around thinking about how we can defy genre; we make the music we want to make, and base it on the ideas we want to communicate, and ‘genre queer’ is a result of that.”

„Wir sitzen nicht herum und denken darüber nach, wie wir dem Genre trotzen können; wir machen die Musik, die wir machen wollen, und basieren sie auf den Ideen, die wir kommunizieren wollen, und ‚Genre Queer‘ ist das Ergebnis davon.“

2021 änderte die Band nach dem Ausstieg von Aubin ihren Namen in Oddkin und zeigte bis zu der in Kürze gefolgten Auflösung des Duos nur noch vereinzelt Veröffentlichungen.
Ende desselben Jahres ließ Miller den eigenen Instagram-Account wieder aufleben, nachdem dieser zuvor gelöscht worden war. Gleich danach wurde ein Profil angelegt, auf welchem in Kooperation mit Millers Freundin Rosie D’Ercole Beiträge über Produkte aus dem gemeinsamen Store geteilt werden. Verkauft werden eigenhändig gefertigte Kleidung und Schmuckstücke, welche oftmals mit knochenähnlichem Besatz bestückt sind. Das Konto ist derzeit unter dem Namen domanium_eeda auf Instagram zu finden. Im November 2023 eröffnete Miller in Zusammenarbeit mit Tokata Iron Eyes ein weiteres Konto, das sich hingegen auf die Produktion von Musik spezialisierte. Unter dem Bandnamen Hundred in the Hand besteht neben dem Instagram-Account ein gleichnamiges Youtube- und TikTok-Profil, auf welchen Videos geteilt werden.
2021 änderte die Band nach dem Austritt von Aubin ihren Namen in Oddkin und war von da an ein Duo. Larson und Miller haben einen gemeinsamen Instagram- und TikTok-Account.
Miller sagte 2012 auf die Frage, ob Miller schwul sei: “I’ve had many, you know, ‘happy ending sleepovers’ in my early youth […] My period of exploration − I think that’s essential. Anyone who hasn’t had a gay moment is probably trying to avoid some confrontation with a reality in their life.” (deutsch: „Ich hatte eine Menge, nun ja, happy ending sleepovers [Anm.: i.E. ‚Übernachtungen, die in Geschlechtsverkehr enden‘] in meiner frühen Jugend. Meine Zeit der Erkundung − ich denke, das ist wichtig. Jeder, der noch nie einen homosexuellen Moment hatte, versucht wahrscheinlich, sich der Auseinandersetzung mit einer Realität in seinem Leben zu entziehen.“)
Ende 2018 identifizierte sich Miller erstmals öffentlich weder als männlich noch als weiblich: „Queer heißt einfach: nein, ich mache das nicht. Ich identifiziere mich nicht als Mann. Ich identifiziere mich nicht als Frau. Ich identifiziere mich kaum als Mensch.“ Miller benutzt in Bezug auf sich in wechselnder Weise verschiedene Pronomen. In einem Interview der GQ Style im November 2018 beschreibt Miller die eigene Geschlechtsidentität als nichtbinär (gender-fluid), zwischen den Geschlechtern hin- und herfließend.
Im August 2022 gab ein Pressevertreter Millers dem Magazin Variety eine Erklärung ab, in der sich Miller für Fehlverhalten in der Vergangenheit entschuldigte. Miller sei „durch eine intensive Krise gegangen“ und habe deshalb eine psychotherapeutische Behandlung begonnen.

“Having recently gone through a time of intense crisis, I now understand that I am suffering complex mental health issues and have begun ongoing treatment” “I want to apologize to everyone that I have alarmed and upset with my past behavior. I am committed to doing the necessary work to get back to a healthy, safe and productive stage in my life.”

„Nachdem ich kürzlich eine schwere Krise durchgemacht habe, verstehe ich jetzt, dass ich unter komplexen psychischen Problemen leide und habe mit der fortlaufenden Behandlung begonnen“ „Ich möchte mich bei allen entschuldigen, die ich mit meinem Verhalten in der Vergangenheit beunruhigt und verärgert habe. Ich bin entschlossen, die notwendige Arbeit zu leisten, um zu einem gesunden, sicheren und produktiven Stadium in meinem Leben zurückzukehren.“

In einer Ausgabe des Magazins The Hollywood Reporter, welche am 7. November 2018 erschien, teilte Miller erstmals einen eigenen #MeToo-Moment, den Miller mit einem namenlosen Regisseur und einem ebenso ungenannten Produzenten erlebte.

“They gave me wine and I was underaged. They were like, ‘Hey, want to be in our movie about gay revolution?’ And I was like, ‘No, you guys are monsters. it’s a great fuckin’ age of being like, ‘You know what? That shit’s unacceptable,’ And it’s amazing for a lot of us to watch. ‘Cause, like, we all knew it was unacceptable when we fucking survived it. That’s what Hollywood is. I thought we all knew we were sex workers.”

„Sie gaben mir Wein und ich war minderjährig. Sie sagten: ‚Hey, willst du in unserem Film über die Schwulenrevolution mitspielen?‘ Und ich sagte: ‚Nein, ihr seid Monster. Es ist ein verdammt gutes Zeitalter, in dem man sagt: ‚Weißt du was? Diese Scheiße ist inakzeptabel.‘ Und für viele von uns ist es großartig, das zu sehen. Denn wir wussten alle, dass es inakzeptabel war, als wir es verdammt noch mal überlebt hatten. So ist Hollywood. Ich dachte, wir wüssten alle, dass wir Sexarbeiter sind.“

Von derselben Begegnung berichtete Miller 2018 auch dem Playboy und anderen Zeitschrift wie dem People Magazin.
Weiters berichtete Miller über einen „engen Freund“, mit welchem Miller eine sexuelle Beziehung hatte. Dieser wurde jedoch feindselig und gewalttätig, nachdem er eine „Macho-Erkenntnis“ hatte und glaubte, dass „Miller das Problem sei.“

## Kontroversen und Probleme mit der Justiz

### Ordnungswidriges Verhalten
Im Juni 2011 wurde Miller bei einer Polizeikontrolle in Pittsburgh, Pennsylvania, während Dreharbeiten zu Vielleicht lieber morgen, angehalten, da Miller sich in einem Wagen mit kaputtem Bremslicht befand. Dabei wurden 20 Gramm Marihuana entdeckt. Die Anklage wegen Drogenbesitzes wurde jedoch auf Anraten des Ermittlungsrichters fallengelassen, stattdessen wurde Miller zu 600 Dollar wegen Störung des öffentlichen Friedens verurteilt. Miller äußerte sich später zu diesem Vorfall und sagte: „Ich denke nicht, dass es irgendeinen Grund gibt, warum ich die Tatsache verschweigen sollte, dass ich Gras rauche. Es ist eine harmlose Substanz, die sinnliche Wahrnehmungen verstärkt.“

### Erstickungsvorfall
Am 6. April 2020 ging ein Video von Miller viral, in dem Miller eine Frau in der Öffentlichkeit würgte. Der Vorfall ereignete sich im Prikið Kaffihús, einer Bar in Reykjavík, Island, und wurde von einem Mitarbeiter bestätigt. Millers Anwälte bestätigten den Vorfall im September 2022, wobei Miller angeblich zuvor von einer Gruppe Jugendlicher herausgefordert worden sei, die zuvor verächtlich gemachten Mixed-Martial-Arts-Fähigkeiten unter Beweis zu stellen. Laut Millers Verteidigung war nicht das Ziel, die Frau zu würgen, sondern Handlungen am Schlüsselbein vorzunehmen.

### Vorfälle auf Hawaii
Anfang März 2022 war Miller auf der Insel Hawaii angekommen. Vom 7. bis 28. März wurde aufgrund von Miller wegen verschiedener geringfügiger Vorfälle bei der Polizei angerufen, etwa weil Miller Menschen an einer Tankstelle gefilmt hatte, auf dem Bürgersteig eines Restaurants herumlungerte und sich mit Menschen gestritten hatte.
Am 28. März 2022 wurde Miller in Hawaii nach einer körperlichen Auseinandersetzung mit Gästen in einer Karaoke-Bar verhaftet und der Störung des öffentlichen Friedens sowie wegen Harassment (i. E. Belästigung) angeklagt. Miller berichtete später dem stellvertretenden Polizeichef von Hawaii, Kenneth Quiocho, über nationalsozialistische Beschimpfungen und Angriffe und darüber, sich in Notwehr verteidigt zu haben. Das Video der Verhaftung ging viral: Miller betonte mehrfach, entgegen der Grundrechte „unrechtmäßig verfolgt“ zu werden, verlangte, als Transperson nicht von einem männlichen Polizisten durchsucht zu werden, und beschuldigte die Beamten, ein Hassverbrechen begangen zu haben, da sie Miller absichtlich mit männlichen Pronomen adressierten.
Drei Wochen später, im April 2022, wurde Miller wegen Körperverletzung zweiten Grades in Gewahrsam genommen. Miller habe eine 26-jährige Frau mit einem Stuhl beworfen und sie an der Stirn verletzt. Miller gab an, dies nur aufgrund eines Mannes getan zu haben, welcher Miller und eine Freundin mit einem Messer bedroht hatte, doch bekannte sich schuldig. In Folge wurde Miller nicht wegen Körperverletzung, sondern auf Störung der öffentlichen Ordnung angeklagt.
Drei Tage später wurde von dem Ehepaar, bei welchem Miller wohnte, eine einstweilige Verfügung gegen Miller erlassen, nachdem Miller angeblich die beiden bedroht und gleichzeitig den Pass der Frau und die Brieftasche des Mannes gestohlen hatte. Das Paar hatte Miller auf einem Bauernmarkt getroffen und Miller angeboten, mit ihnen in einem Hostel in Hilo zu wohnen. Nach Angaben des Paares ereignete sich der Vorfall in derselben Nacht wie Millers Festnahme in der Karaoke-Bar, Stunden, nachdem der Ehemann Miller gegen Kaution von 500 US-Dollar aus dem Gefängnis entlassen hatte. Der Vorwurf betraf, dass Miller in das Schlafzimmer des Paares gestürmt sei und gedroht habe: „Ich werde dich und deine Schlampenfrau begraben.“ Bald darauf floh Miller mit einem Freund aus Hilo, um in Volcano, Hawaii, zu bleiben. Das Ehepaar ließ seinen Antrag auf die Anordnung später am 11. April fallen.

### Beziehung zu Tokata Iron Eyes
Im Juni 2022 erließ das Stammesgericht vom Indianerreservat Standing Rock Reservation im Namen der 18-jährigen Aktivistin Tokata Iron Eyes eine vorläufige Schutzanordnung gegen Miller. Ihre Eltern, Chase Iron Eyes und Sara Jumping Eagle, beantragten die gerichtliche Verfügung, weil Miller „Gewalt, Einschüchterung […], Wahnvorstellungen und Drogen“ einsetzen würde, um Einfluss auf ihr Kind zu nehmen. Die Beziehung zwischen Miller und Iron Eyes begann im Jahr 2016, als Miller 23 und Iron Eyes 12 Jahre alt waren, und beinhaltete auch, dass Iron Eyes 2017 nach London flog, um Miller am Set von „Fantastische Tierwesen: Grindelwalds Verbrechen“ zu besuchen. Nach Angabe der Eltern habe ihre Tochter 2021 für Miller die Schule abgebrochen, um einer Art Kult beizutreten. Die Eltern glaubten auch, Miller habe ihre Tochter körperlich misshandelt und manipuliert, und unter anderem dürfe Iron Eyes auf Millers Anordnung hin kein Mobiltelefon besitzen. In einer Videoantwort bestritt Iron Eyes jedoch die Vorwürfe und betonte, freiwillig kein Telefon zu besitzen. Später wurden auch auf dem Instagram-Konto, von dem angenommen wird, dass es Iron Eyes gehört, Text- und Videoantworten gepostet, in denen die Vorwürfe ihrer Eltern abermals zurückgewiesen wurden. Nachdem es den Strafverfolgungsbehörden bis zum 10. Juni 2022 nicht gelang, Miller ausfindig zu machen, um die Verfügung zuzustellen, wurden auf Millers Instagram-Profil mehrere Posts veröffentlicht, in denen sich über die Versuche des Gerichts lustig gemacht wurde. Die Eltern von Iron Eyes versuchten später, eine dauerhafte Schutzanordnung gegen Miller zu erwirken, die jedoch schließlich abgewiesen wurde. Sie zogen auch ihren Antrag auf das Sorgerecht für Iron Eyes zurück.
Im August behauptete Millers ehemaliger Musikerkollege Oliver Ignatius, er habe gesehen, wie Miller Iron Eyes für das Tragen von Schminke beschimpfte. Von Iron Eyes wurden die Kommentare bestätigt, sie seien jedoch stark aus dem Kontext gerissen worden. Iron Eyes verteidigte Miller, indem sie den Vorfall als Teil eines „queeren Dialogs“ bezeichneten; sie nannte den Missbrauchsvorwurf „homophob“.
Belästigungsvorwürfe
Am 16. Juni 2022 wurde einer Mutter und ihrem zwölfjährigen Kind in Massachusetts eine einstweilige Verfügung zur Verhinderung von Belästigung gegen Miller erteilt, nachdem sie sagten, Miller habe die Familie bedroht und unangemessenes Verhalten gegenüber dem Kind gezeigt. Die Mutter behauptete, Miller tauchte unerwartet im Haus der Familie auf, trug dabei eine kugelsichere Weste, hantierte mit einer Waffe und „belästigte“ daraufhin das Kind, indem es „unangenehm“ an den Hüften berührt wurde. Kurz zuvor habe Miller bereits als Cowboy verkleidet angeboten, Pferde für die Familie zu kaufen. Laut der Mutter habe Miller Interesse am Kind wegen „seines Stils und seiner Reife“ geäußert und angeboten, mit ihm eine Modelinie zu gründen.
Es wurden keine Strafanzeigen erhoben und die Anordnung am 30. Juni 2023 aufgehoben. Millers Anwältin Marissa Elkins gab an, dass alle Begegnungen zwischen ihnen und dem Kind von der Mutter initiiert worden seien, dass Miller nie mit dem Kind allein gewesen sei und dass Miller und das Kind nur zweimal miteinander interagiert hätten und dies auch nur für kurze Zeit vor anderen Erwachsenen. Sie bestritt auch, dass Miller eine Waffe geschwungen habe, und erklärte, dass Miller zum Zeitpunkt der Anordnung, aufgrund komplexer psychischer Probleme, nicht in der Lage gewesen sei, sich selbst vor Gericht zu verteidigen.
Weitere „Grooming“-Anschuldigungen
Nach Angaben des Rolling Stone beherbergte Miller seit Mitte April 2022 eine Frau, welche Miller in Hilo, Hawaii, kennengelernt hatte, und ihre drei Kinder im Alter von einem bis fünf Jahren, auf Millers Farm in Stamford, Vermont. Der Vater der Kinder behauptete, dass Waffen und Munition für die Kinder auf Ezras Farm frei zugänglich wären und dass er ein Bild des einjährigen Kindes gesehen hätte, wie es sich eine lose Kugel in den Mund steckt. Weitere Vorwürfe des Vaters sind das Stapeln von Sturmgewehren auf Stofftieren der Kinder und „starker Marihuanakonsum“, bei dem Menschen in Anwesenheit der Kinder in Räumen ohne ausreichende Belüftung rauchen.
Der Mutter zufolge sei der Vater gewalttätig und missbräuchlich gewesen und Miller habe der Familie Zuflucht gewährt. Die Frau, welche den Namen Ana Rosa trägt, berichtete zudem auch, dass sie Miller 2022 in Hilo, Hawaii, kennengelernt hatte, und betonte, dass Ezra „ihr Leben gerettet“ hätte und sie überglücklich wäre, dass ihre Kinder sich nun „dank der Sicherheit und Zuneigung, die Ezra ihnen gibt, mehr entspannen“ können.

“They put their life on the line to save me and my kids. I wanted to get away but I couldn’t. Nobody could help me. Then out of the blue comes Ezra and saw me going through a serious thing and rescued me completely.”

„Sie haben ihr Leben aufs Spiel gesetzt, um mich und meine Kinder zu retten. Ich wollte weg, aber ich konnte nicht. Niemand konnte mir helfen. Dann kam Ezra aus heiterem Himmel und sah, wie ich etwas Ernstes durchmachte, und rettete mich wirklich.“

Auch Ana Rosas Mutter Sheila berichtet in einem Interview mit der New York Post, dass sie Miller als „Helden“ ansieht und Miller sehr dankbar sei. Laut ihr kehrten Rosa und ihre Kinder im Juni wieder zu ihr nach Dallas zurück, während Miller weiterhin auf der Farm in Vermont blieb. Ana Rosa gab auch an, sich während ihrer Zeit in Hawaii oft mit Tokata und Miller getroffen zu haben und auch nachdem sie zu ihrer Mutter zurückgekehrt war, noch mit Tokata, von welcher angenommen wird, dass sie sich zurzeit in South Dakota aufhält, per SMS zu schreiben und gelegentlich mit Miller zu sprechen.

“After everything that happened last year, we all were in this mode like we’ll just become ghosts for awhile. It’s like we’re telepathic and love and protect each other from afar.”

„Nach allem, was letztes Jahr passiert ist, waren wir alle für eine Weile in diesem Zustand, als würden wir einfach zu Geistern werden. Es ist, als wären wir telepathisch und würden uns gegenseitig aus der Ferne lieben und beschützen.“

Ana Rosas Ex-Partner, namentlich Casanova Turner, dem nach diesem Vorfall die Erlaubnis entzogen wurde, seine Kinder zu sehen, bestritt die Missbrauchsvorwürfe. Darüber hinaus wandte sich der Mann an die Sozialdienste, um seine Kinder von Millers Farm zu holen. Dies führte dazu, dass sich am Wochenende des 6. August 2022 die Staatspolizei von Vermont Millers Wohnsitz näherte und „wiederholt versuchte, der Mutter eine Notbetreuungsanordnung zuzustellen, die aus Angst um ihre Sicherheit die Entfernung der Kinder aus ihrer Obhut und dem Heim forderte“, so ein Ministerium. Die Staatsanwaltschaft beantragte in den folgenden zwei Wochen Notbetreuungsanordnungen, mit denen das Sorgerecht für die Kinder auf den Staat übertragen werden sollte, doch Polizei und Sozialarbeiter konnten weder die Kinder noch die Mutter ausfindig machen. Miller teilte der Polizei mit, dass die Frau und ihre Kinder die Farm schon seit zwei Monaten verlassen hatten.
Hausfriedensbruch
Am 7. August 2022 wurde Miller wegen eines Einbruchs in Stamford, Vermont, angeklagt, der laut Bericht der Staatspolizei von Vermont auf den Diebstahl von Alkoholflaschen aus einem Privathaus im Mai 2022 zurückzuführen war. Dem Bericht zufolge wurde Miller von der Polizei anhand von Videoüberwachungsaufnahmen identifiziert. Miller sollte am 26. September 2022 vor Gericht angeklagt werden. Eine Woche vor dem geplanten Datum der Anklageerhebung erklärte ein Vertreter von Miller, dass das Haus einem ehemaligen Kindheitsfreund von Miller gehörte und dass Miller glaubte, Miller wäre zum Betreten des Hauses befugt gewesen. Laut Angaben habe Miller Reiswein zum Kochen holen wollen. Die Anklageerhebung wurde später auf den 17. Oktober 2022 verschoben. Als Miller an diesem Tag vor Gericht erschien, bekannte Miller sich der Anklagepunkte nicht schuldig. Die nächste Anhörung zu diesem Fall war für den 13. Januar 2023 angesetzt. Einen Tag vor der geplanten Anhörung bekannte sich Miller des Hausfriedensbruchs schuldig, was dazu führte, dass die Anklage wegen Einbruchs und Kleindiebstahls fallengelassen wurde. Am Tag der Anhörung wurde Millers Einwand des Hausfriedensbruchs vom Gericht genehmigt. Miller wurde von Richterin Kerry Ann McDonald-Cady am Bennington County Superior Court, Vermont, zu einer 12-monatigen Bewährungsstrafe verurteilt. Miller teilte dem Gericht mit, dass Miller glaubte, die Auflagen der einjährigen Bewährungsstrafe einhalten könne, zu denen unter anderem das Kontaktverbot mit den Opfern, die Fortsetzung der psychischen Behandlung Millers, stichprobenartige Alkoholtests und die Nichtverurteilung wegen einer Straftat gehörten.

## Filmografie (Auswahl)

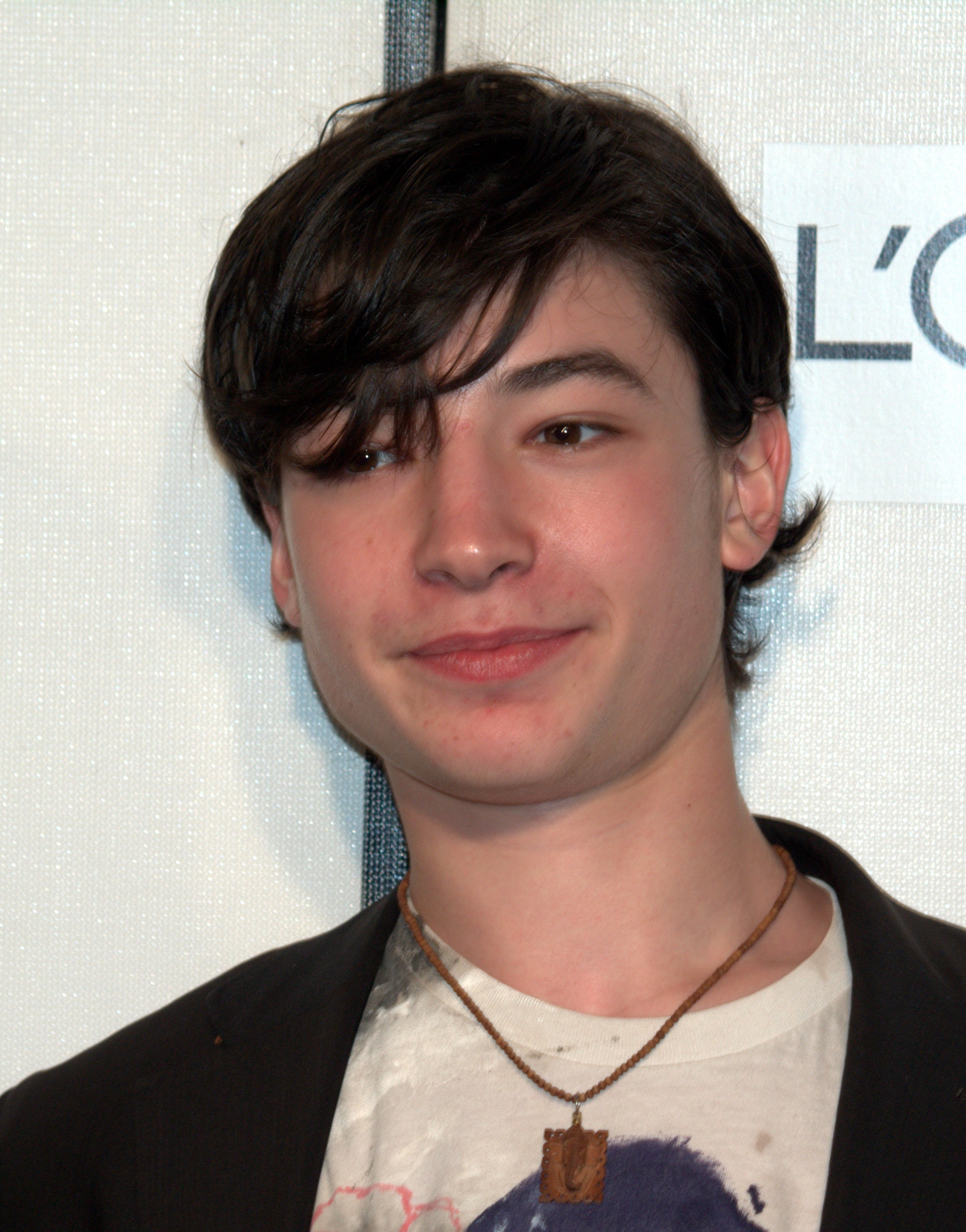
Miller beim Tribeca-Filmfestival 2009

- 2006: Cakey! The Cake from Outer Space (Kurzfernsehserie, Episode 1x01)
- 2007: Critical Hit! (Fernsehfilm)
- 2008: Afterschool
- 2008: Californication (Fernsehserie, 5 Episoden)
- 2009: Law & Order: Special Victims Unit (Fernsehserie, Episode 10x20 Crush)
- 2009: Meet the Rizzos (City Island)
- 2009–2010: Royal Pains (Fernsehserie, 5 Episoden)
- 2010: Beware the Gonzo
- 2010: Eine Familie wie jede andere (Every Day)
- 2011: Und trotzdem ist es meine Familie (Another Happy Day)
- 2011: Busted Walk (Kurzfilm)
- 2011: We Need to Talk About Kevin
- 2012: Vielleicht lieber morgen (The Perks of Being a Wallflower)
- 2014: Madame Bovary
- 2015: The Stanford Prison Experiment
- 2015: Dating Queen (Trainwreck)
- 2015: Lego Dimensions (Videospiel)
- 2016: Batman v Superman: Dawn of Justice
- 2016: Suicide Squad
- 2016: Phantastische Tierwesen und wo sie zu finden sind (Fantastic Beasts and Where to Find Them)
- 2017: Justice League
- 2018: Phantastische Tierwesen: Grindelwalds Verbrechen (Fantastic Beasts: The Crimes of Grindelwald)
- 2020: Arrow (Fernsehserie, Episode 8x08)
- 2021: Zack Snyder’s Justice League
- 2021: Invincible (Fernsehserie, Stimme, 1 Episode)
- 2022: Phantastische Tierwesen: Dumbledores Geheimnisse (Fantastic Beasts: The Secrets of Dumbledore)
- 2022: Dalíland
- 2022: Peacemaker (Fernsehserie, 1 Episode)
- 2023: The Flash

## Auszeichnungen
Internationale Filmfestspiele von Cannes
- 2012: Trophée Chopard

Hollywood Film Awards
- 2012: Spotlight Award

San Diego Film Critics Society Awards
- 2012: Best Ensemble Performance

Sonstige Auszeichnungen
- 2011: Hamptons International Film Festival als Newcomer in Und trotzdem ist es meine Familie
- 2012: Boston Society of Film Critics Award als Bester Nebendarsteller für Vielleicht lieber morgen
- 2013: Chlotrudis Award als Bester Nebendarsteller
- 2013: Santa Barbara International Film Festival
- 2013: Gay and Lesbian Entertainment Critics Association
- 2013: Cinema Bloggers Award als Bester Nebendarsteller in We Need to Talk About Kevin

Weitere Nominierungen
- 2011: British Independent Film Award als Bester Nebendarsteller für We Need to Talk About Kevin
- 2012: Critics’ Choice Movie Award als Bester Jungdarsteller in We Need to Talk About Kevin
- 2012: Awards Circuit Community Award als Bester Nebendarsteller und Best Cast Ensemble
- 2012: DFCS Award als Bester Nebendarsteller
- 2012: Phoenix Film Critics Society Award als Bester Nebendarsteller
- 2013: OFTA Film Award als Bester Nebendarsteller
- 2013: Teen Choice Award in der Kategorie Choice Breakout für Vielleicht lieber morgen
- 2013: MTV Movie Award für Breakthrough Performance und Best Musical Moment in Vielleicht lieber morgen
- 2013: CinEuphoria Award als Bester Nebendarsteller in We Need to Talk About Kevin